# Western Interconnection

Les dues majors i tres menors NERC Interconnections, i els nou NERC Regional Reliability Councils.

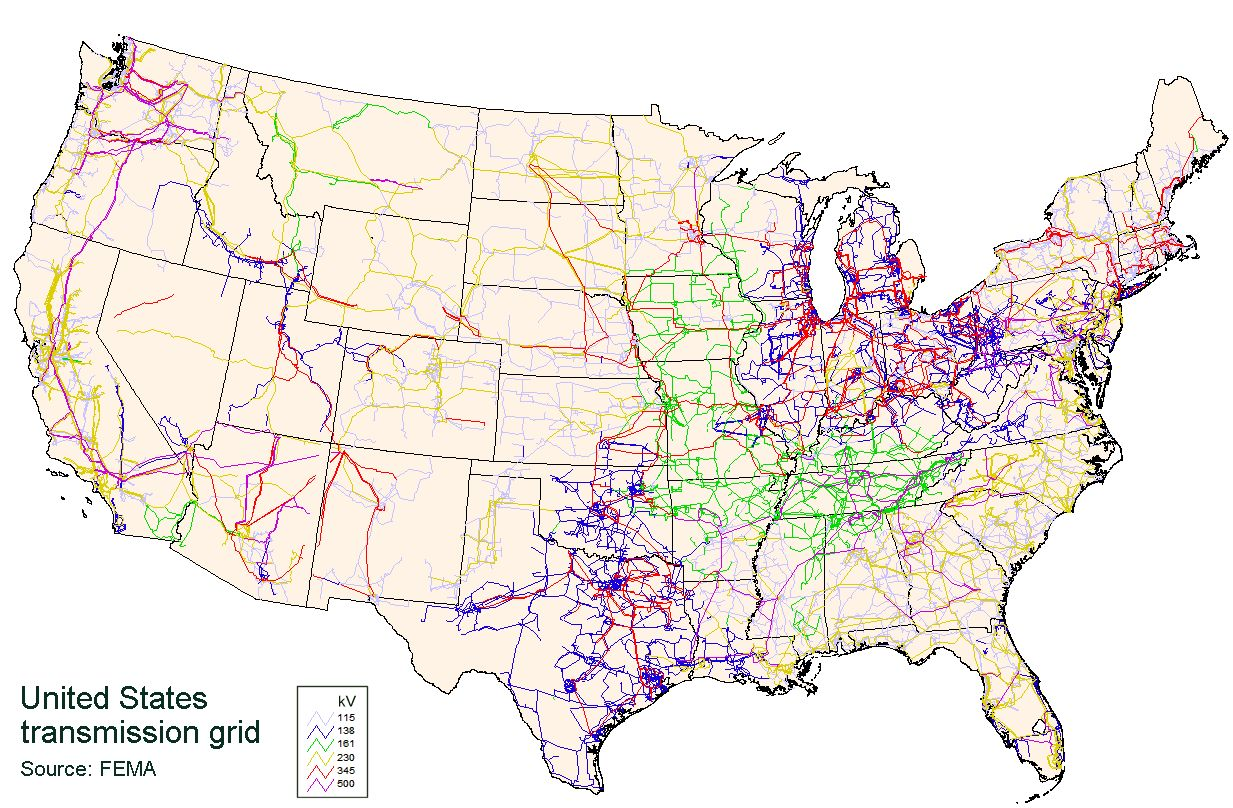
La xarxa de transmissió d'energia elèctrica dels Estats Units continentals consisteix en 190.000 km de línies operades per 500 empreses.

La Western Interconnection és una de les dues principals xarxes elèctriques de corrent altern (AC) de l'Amèrica del Nord. L'altre gran wide area synchronous grid és la Eastern Interconnection. Les tres interconnexions de menor importància són la Québec Interconnection, la Texas Interconnection, i l'Alaska Interconnection.
Totes les companyies d'electricitat en el Western Interconnection estan vinculades elèctricament entre si durant les condicions normals del sistema i operen a una freqüència sincronitzada de 60Hz. La Western Interconnection s'estén des del sud-oest del Canadà a Baixa Califòrnia a Mèxic, arribant cap a l'est sobre les Rocoses fins a les Grans Planes.
Les Interconnections poden ser vinculades entre si a través de línies de transmissió elèctrica de corrent continu d'alta tensió (enllaços DC) tals com el nord-sud Pacific DC Intertie, o amb transformadors de freqüència variable (variable-frequency transformer o VFT), que permeten un flux controlat d'energia, mentre que també aïlla funcionalment les freqüències d'alimentació CA independents de cada costat. Hi ha sis llaços de corrent continu a la Eastern Interconnection als EUA i una al Canadà, and there are proposals to add four additional ties. It is not tied to the Alaska Interconnection.
El 13 d'octubre de 2009, la Tres Amigas SuperStation va ser anunciat per connectar el Eastern, Western i Texas Interconnections a través de tres enllaços superconductors de 5 GW.

## Per a més informació
- Current projects